# Lensia asymmetrica
Lensia asymmetrica is een hydroïdpoliep uit de familie Diphyidae. De poliep komt uit het geslacht Lensia. Lensia asymmetrica werd in 1970 voor het eerst wetenschappelijk beschreven door Stepanjants. 